# Muscari
Muscari là một chi thực vật có hoa trong họ Asparagaceae.

## Danh sách loài
- Muscari aaronsohnii
- Muscari acutifolium
- Muscari acutilobum
- Muscari adilii M.B.Güner & H.Duman
- Muscari aestivale
- Muscari albicaule
- Muscari albiflorum (Täckh. & Boulos) Hosni
- Muscari albovirens
- Muscari alexandrae
- Muscari alpanicum Schchian
- Muscari alpinum
- Muscari ambrosiacum
- Muscari ammophilum
- Muscari amoenocomum
- Muscari anatolicum Cowley & Özhatay
- Muscari apertum Freyn & Conrath
- Muscari argaei
- Muscari armeniacum Leichtlin ex Baker
- Muscari atlanticum Boiss. & Reut.
- Muscari aucheri (Boiss.) Baker (Syn.: Muscari lingulatum, Muscari sintenisii, Muscari tubergenianum, Muscari praecox)
- Muscari autumnale
- Muscari azureum (Fenzl) Garbari & Greuter[2] (Syn.: Bellevalia azurea, Hyacinthella azurea, Hyacinthus azureus, Pseudomuscari azureum)
- Muscari babachii Eker & Koyuncu
- Muscari baeticum Blanca
- Muscari bicolor
- Muscari bootanensis
- Muscari botryoides (L.) Mill.) 
  - Muscari botryoides lus. lacteiflorum
  - Muscari botryoides subsp. hungaricum
  - Muscari botryoides subsp. lelievrii
  - Muscari botryoides subsp. longifolium
  - Muscari botryoides subsp. motelayi
  - Muscari botryoides var. botryoides
  - Muscari botryoides var. heldreichii
- Muscari bourgaei Baker
- Muscari bouvianum
- Muscari breviscapum
- Muscari bucharicum
- Muscari calandrinianum
- Muscari caucasicum (Griseb.) Baker
- Muscari cazorlanum C.Soriano & al.
- Muscari cedretorum
- Muscari chalusicum
- Muscari charrelii
- Muscari ciliatum
- Muscari cilicicum
- Muscari circinnatum
- Muscari clusianum
- Muscari coeleste Fomin
- Muscari coeruleum
- Muscari colchicum
- Muscari commutatum {small|Guss.}}
- Muscari comosum (L.) Mill., see Leopoldia comosa (L.) Parl.[3]
- Muscari compactum
- Muscari concinnum
- Muscari conicum
- Muscari conillii
- Muscari constrictum
- Muscari courtilleri
- Muscari crassifolium
- Muscari cretensium
- Muscari creticum
- Muscari crossaeum
- Muscari cupanianum
- Muscari curtum
- Muscari cyaneo
- Muscari cycladicum P.H.Davis & D.C.Stuart
  - Muscari cycladicum subsp. subsessilis
- Muscari deserticola
- Muscari dilutum
- Muscari dinsmorei
- Muscari dionysicum Rech.f.
- Muscari discolor Boiss. & Hausskn.
- Muscari dolichanthum Woronow & Tron
- Muscari dolioliforme
- Muscari eburneum (Eig & Feinbrun) D.C. Stuart
- Muscari elegans
- Muscari elegantulum
- Muscari elwendium
- Muscari elwesii
- Muscari fertile Ravenna
- Muscari filifolium
- Muscari filiforme Ravenna
- Muscari flaccidum
- Muscari fontqueri
- Muscari forniculatum
- Muscari fuliginosum
- Muscari giennense
- Muscari glaucum
- Muscari graecum
- Muscari graminifolium
- Muscari granatense
- Muscari grandifolium Baker
  - Muscari grandifolium var. populeum
- Muscari grossheimii
- Muscari gussonei (Parl.) Tod.
- Muscari gussonii
- Muscari haradjianii
- Muscari heldreichii
- Muscari hermonense Ravenna
- Muscari hierosolymitanum Ravenna
- Muscari holzmanni
- Muscari hymenophorum
- Muscari inconstrictum Rech.f.
- Muscari inodorum
- Muscari iranicum
- Muscari juncifolium
- Muscari kerkis Karlén
- Muscari kurdicum Maroofi
- Muscari lacrimalis
- Muscari lafarinae
- Muscari latifolium J.Kirk.
- Muscari laxum
- Muscari lazulinum Ravenna
- Muscari lelievrii
- Muscari letourneuxii
- Muscari leucophaeum
- Muscari leucostomum Woronow ex Czerniak.
- Muscari levieri
- Muscari lingulatum
- Muscari longifolium Rigo
- Muscari longifolius
- Muscari longipes Boiss.
  - Muscari longipes subsp. negevensis
- Muscari longissimum
- Muscari longistylum (Täckh. & Boulos) Hosni
- Muscari luteum
- Muscari macbeathianum Kit Tan
- Muscari macranthum
- Muscari macrocarpum Sweet
  - Muscari macrocarpum var. flavum
- Muscari marianicum
- Muscari maritimum
- Muscari massayanum C.Grunert
- Muscari matritensis Ruíz Rejón & al.
- Muscari maweanum
- Muscari micranthum
- Muscari microstomum P.H.Davis & D.C.Stuart
- Muscari mirum Speta
- Muscari monstrosum
- Muscari montanum
- Muscari mordoanum
- Muscari moschata
- Muscari moschatum
- Muscari motelayi
- Muscari muscari
- Muscari muscarimi Medik. (Syn. Muscari racemosum Mill., nomen ambiguum, Hyacinthus muscari L., Muscari ambrosiacum Moench, Muscari moschatum Willd.)
- Muscari mutilatum
- Muscari neglectum Guss. ex Ten. (Syn. Muscari racemosum (L.) Mill., nomen ambiguum) 
  - Muscari neglectum subsp. bulgaricum
  - Muscari neglectum subsp. speciosum
- Muscari neumayeri
- Muscari nivale
- Muscari nutans
- Muscari odoratum
- Muscari olivetorum Blanca
- Muscari orchioides
- Muscari pallens (M. Bieb.) Fisch.
- Muscari paniculatum
- Muscari paradoxum (Fisch. & C.A.Mey.) K.Koch, see Bellevalia paradoxa (Fisch. & C.A.Mey.) Boiss.[2]
- Muscari parviflorum Desf.
- Muscari pauperulum
- Muscari pedunculare
- Muscari pendulum
- Muscari persicum
- Muscari pharmacusanum
- Muscari pinardi
- Muscari pocuticum
- Muscari polyanthemum
- Muscari polyanthum
- Muscari polyphyllum
- Muscari populeum
- Muscari pseudo
- Muscari pseudomuscari Boiss. & Buhse
- Muscari pulchellum Heldr. & Sart.
  - Muscari pulchellum subsp. clepsydroides
- Muscari pycnanthum
- Muscari pyramidale
- Muscari pyramidatum
- Muscari racemosum Mill. [syn. Muscari muscarimi Medik. nom. illeg., Muscarimia muscari (L.) Losinsk., Muscari moschatum Willd.]
  - Muscari racemosum lus. albiflorum
  - Muscari racemosum lus. pallidum
- Muscari rocheri
- Muscari salah-eidii (Täckh. & Boulos) Hosni
- Muscari sandrasicum Karlén
- Muscari sartorianum
- Muscari schliemanni
- Muscari segusianum
- Muscari sessiliflorum
- Muscari sintenisii
- Muscari sivrihisardaghlarensis Yild. & B.Selvi
- Muscari skorpili
- Muscari sosnovskyi Schchian
- Muscari speciosum
- Muscari spreitzenhoferi (Heldr. ex Osterm.) H.R.Wehrh.
- Muscari stenanthum Freyn
- Muscari steupii
- Muscari stoloniferum
- Muscari strangwaisii
- Muscari suaveolens
- Muscari szovitsianum Baker
- Muscari tauri
- Muscari tavoricum Ravenna
- Muscari tenuiflorum Bản mẫu:Samll
  - Muscari tenuiflorum lus. flavescens
- Muscari theraeum
- Muscari transsilvanicum
- Muscari trojanum
- Muscari tubiflorum
- Muscari turcicum Uysal, Ertuğrul & Dural
- Muscari turkewiczii (Woronow) Losinsk.
- Muscari vandasii
- Muscari vinyalsii
- Muscari vuralii Bagci & Dogu
- Muscari wallii
- Muscari weissii Freyn
- Muscari wilhelmsii
- Muscari woronowii

## Hình ảnh

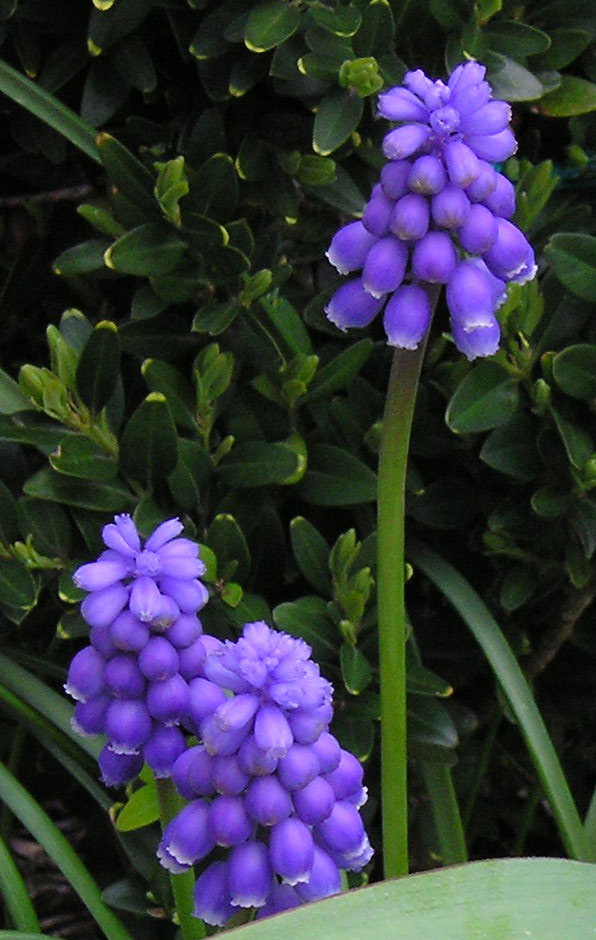
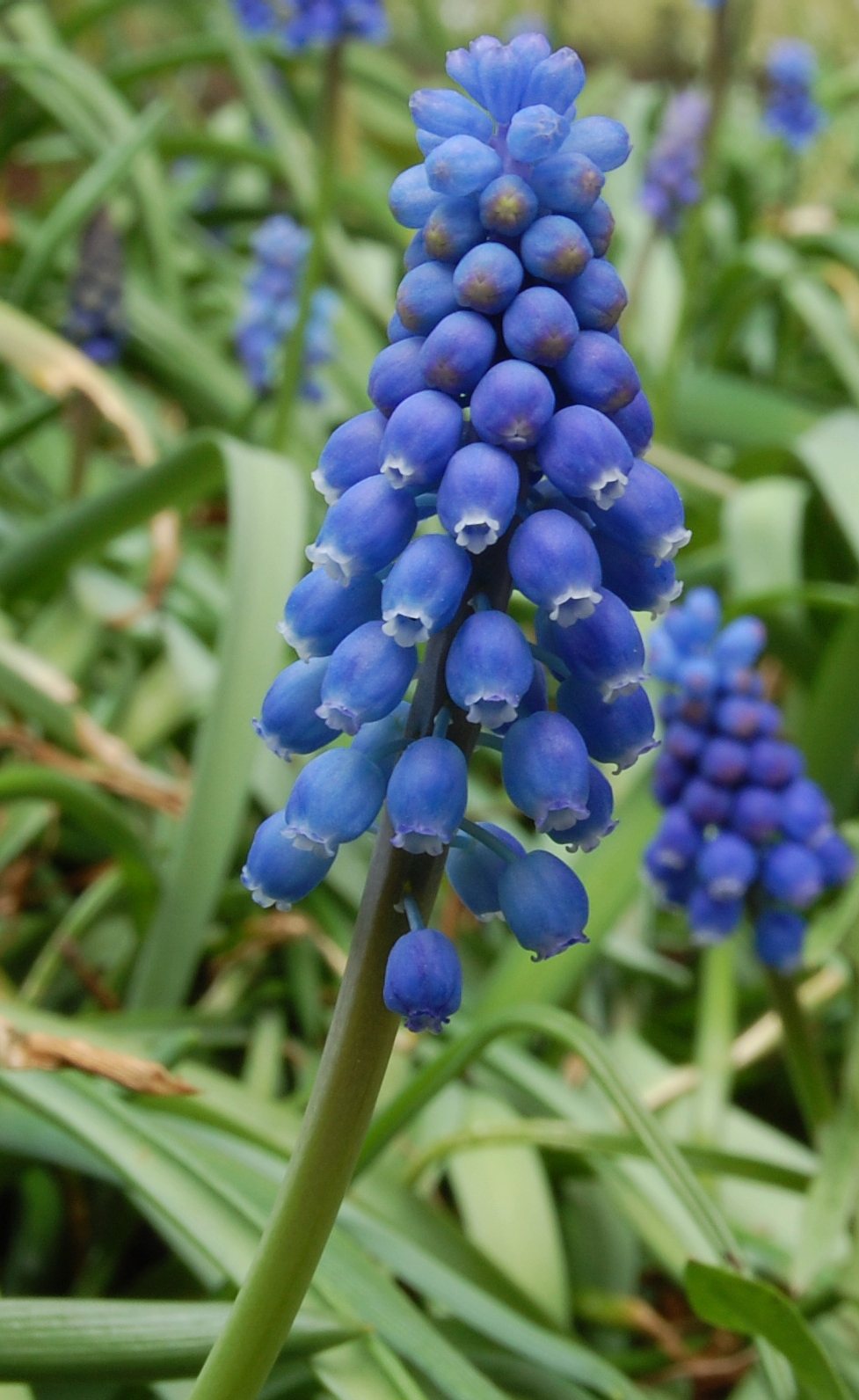
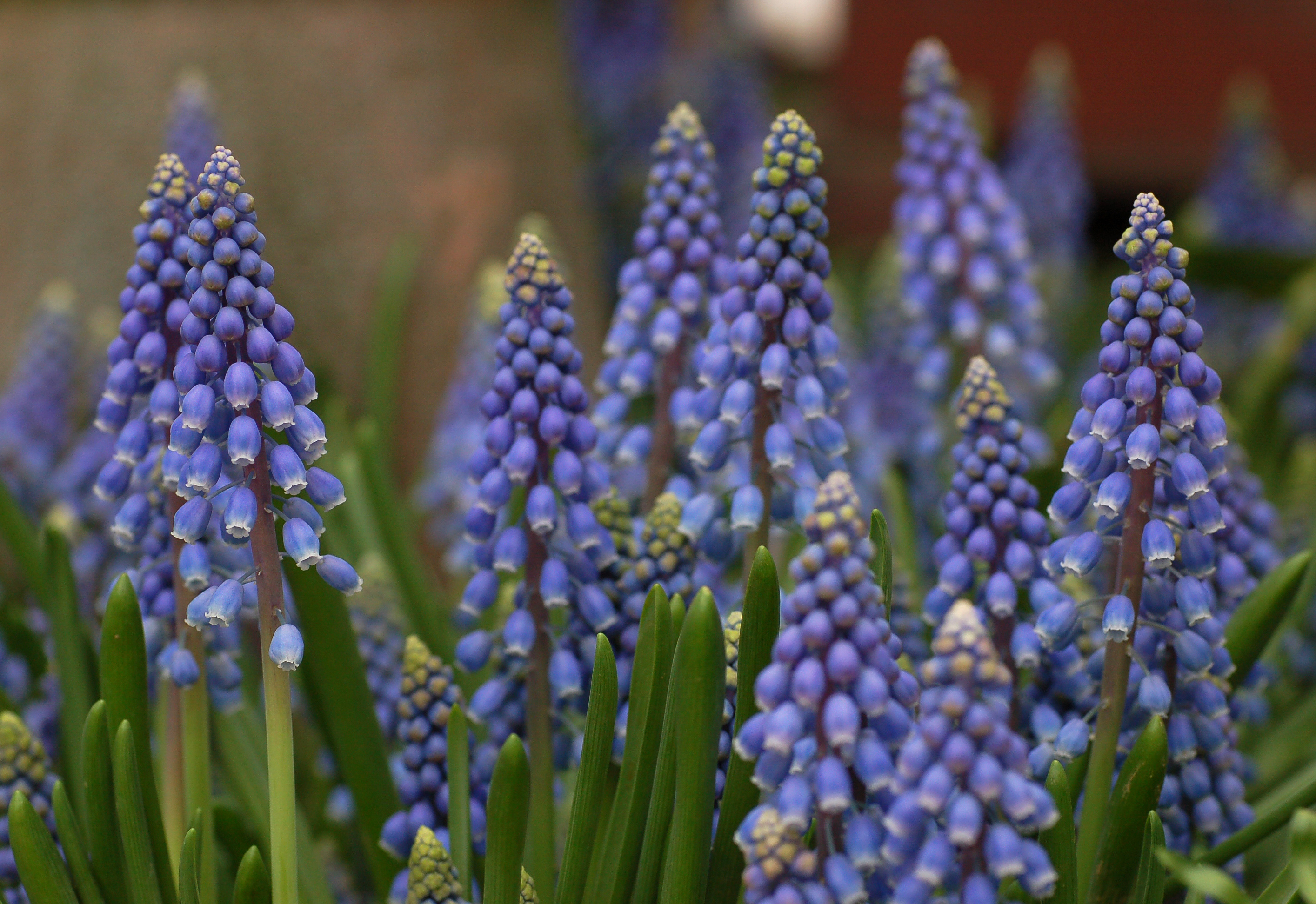
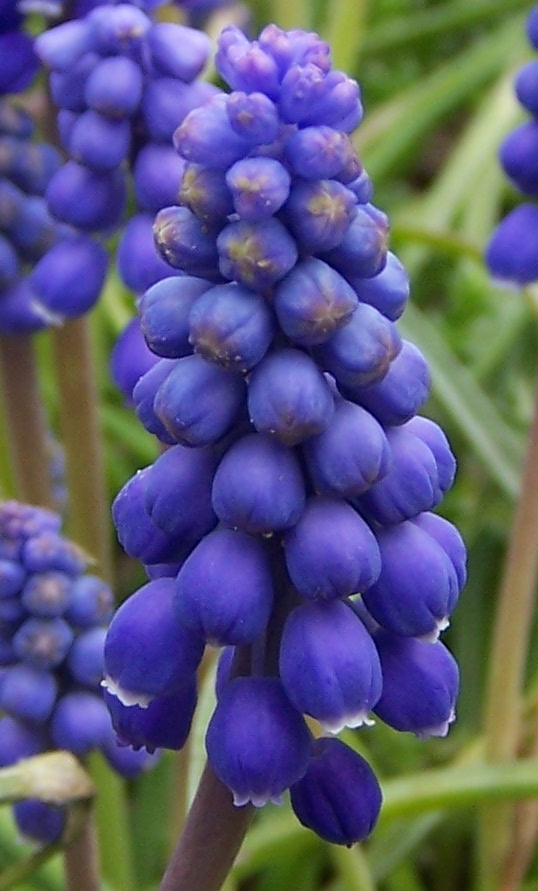